# نظام تشغيل ويب
نظام تشغيل الويب  (بالإنجليزية: Web Operating System)‏ هو مصطلح يدل على بعض من الأنظمة التي تحاول محاكاة الأنظمة الحقيقية ولكنها تعمل بشكل مستقل على الإنترنت مباشرة ولا تحتاج في تشغيلها سوى متصفح للإنترنت ويتم تخزين ملفاتها بما يعرف بالحوسبة السحابية
حيث يكون الكود كاملا موجود على سيرفرات الشركة وحين طلبك للموقع أو للنظام يتم استدعاء المطلوب فقط من النظام (نتيجة المعالجة) أما أغلب المعالجة تتم على السيرفر نفسة لإعطاء قوة في إمكانيات النظام ولكن هناك أيضا أشياء بسيطة تتم فيها المعالجة على نظام العميل بلغة كجافاسكريبت لتخفيف الضغط على السيرفر وإعطاء النظام المرونة والسرعة.

## التاريخ
ظهر هذا المصطلح وانتشر عام 1999 حين أسست شركة WebOS لتنفيذ هذه الأنظمة وقاموا بترخيص هذه التكنولوجيا من جامعة دووك وجامعة تكساس، وتأسست الشركة برعاية الدكتور أمين فاهدت الأستاذ بعلوم الحاسب في جامعة ديوك والذي كان موضوع أنظمة تشغيل الويب هو موضوع رسالة الدكتوراة الخاصة به
ثم إنضم للمشروع العديد من خبراء الجافاسكريبت وال DHTML مثل أريك أدفيرسون ودان ستينمان زاد المشروع بقيمة 10 ملايين دولار، ولكن لم يمر الكثير حتى ظهر منافس قوى لهم وهو Desktop توالت بعده الأنظمة الكثيرة حتى عام 2009 حيق أعلنت جوجل عن نظامها كرومنيوم والذي يعتبر امتدادا لأنظمة تشغيل الويب حيث يعتمد على مفهوم الحوسبة السحابية بشكل كبير ولكنه جمع بين تخفيف العبء على السيرفر وإعطاء المرونة للنظام لأن النظام مكون من جزأين جزء على جهاز المستخدم وجزء على سيرفرات جوجل

### قائمة ببعض أنظمة تشغيل الويب المشهورة
1. G.ho.st
2. Amoeba OS
3. Hackerman OS
4. Astran OS